# Championnat d'Argentine féminin de football
Le Championnat d'Argentine de football féminin (espagnol : Torneo de Fútbol Femenino) est une compétition de football féminin organisée par l'Association du football argentin (AFA), opposant les 12 meilleures équipes d'Argentine.

## Histoire
Les 11 équipes participantes jouent de 2001 à 2014 deux tournois par an, le tournoi d'ouverture (espagnol : Apertura) et le tournoi de clôture (espagnol : Clausura). Il y a alors deux champions par an, contrairement à ce que l'on peut trouver dans les championnats européens.
Une autre spécificité du championnat argentin est que si deux équipes sont à égalité de points, elles ne sont pas départagées par leur différence de buts mais bien par un ou plusieurs matchs de départage entre les équipes à égalité. Ainsi, certains championnats se sont définis par une finale de fait.
De 2009 à 2014, un match est joué entre les deux champions de la saison pour déterminer le club participant à la Copa Libertadores féminine.
Depuis 2015, le format passe à un unique tournoi annuel.

## Palmarès
| Saison    | Champion     |
| --------- | ------------ |
| 1991      | River Plate  |
| 1992      | Boca Juniors |
| 1993      | River Plate  |
| 1994      | River Plate  |
| 1995      | River Plate  |
| 1996      | River Plate  |
| 1997      | River Plate  |
| 1998      | Boca Juniors |
| 1999      | Boca Juniors |
| 2000-2001 | Boca Juniors |

| Saison    | Tournoi   | Champion     |
| --------- | --------- | ------------ |
| 2001-2002 | Ouverture | Boca Juniors |
| 2001-2002 | Clôture   | Boca Juniors |
| 2002-2003 | Ouverture | River Plate  |
| 2002-2003 | Clôture   | River Plate  |
| 2003-2004 | Ouverture | Boca Juniors |
| 2003-2004 | Clôture   | Boca Juniors |
| 2004-2005 | Ouverture | Boca Juniors |
| 2004-2005 | Clôture   | Boca Juniors |
| 2005-2006 | Ouverture | Boca Juniors |
| 2005-2006 | Clôture   | Boca Juniors |
| 2006-2007 | Ouverture | Boca Juniors |
| 2006-2007 | Clôture   | Boca Juniors |
| 2007-2008 | Ouverture | Boca Juniors |
| 2007-2008 | Clôture   | Boca Juniors |
| 2008-2009 | Ouverture | San Lorenzo  |
| 2008-2009 | Clôture   | River Plate  |
| 2009-2010 | Ouverture | Boca Juniors |
| 2009-2010 | Clôture   | River Plate  |
| 2010-2011 | Ouverture | Boca Juniors |
| 2010-2011 | Clôture   | Boca Juniors |
| 2011-2012 | Ouverture | Boca Juniors |
| 2011-2012 | Clôture   | UAI Urquiza  |
| 2012-2013 | Ouverture | Boca Juniors |
| 2012-2013 | Clôture   | Boca Juniors |
| 2013-2014 | Initial   | Boca Juniors |
| 2013-2014 | Final     | UAI Urquiza  |

| Saison            | Champion                        |
| ----------------- | ------------------------------- |
| 2015              | San Lorenzo                     |
| 2016              | UAI Urquiza                     |
| 2016-17           | River Plate                     |
| 2017-18           | UAI Urquiza                     |
| 2018-19           | UAI Urquiza                     |
| 2019-20           | Suspendu pour cause de COVID-19 |
| 2020 (transition) | Boca Juniors                    |

| Saison | Tournoi        | Champion          |
| ------ | -------------- | ----------------- |
| 2021   | Ouverture      | San Lorenzo       |
| 2021   | Clôture        | Boca Juniors      |
| 2021   | Super finale   | Boca Juniors      |
| 2022   | Tournoi annuel | Boca Juniors      |
| 2023   | Ouverture      | Boca Juniors      |
| 2023   | Clôture        | Boca Juniors      |
| 2024   | Ouverture      | Boca Juniors      |
| 2024   | Clôture        | San Lorenzo       |
| 2025   | Ouverture      | Newell's Old Boys |